# 알베르토 로포
알베르토 로포 가르시아(Alberto Lopo García, 1980년 5월 5일 ~ )는 스페인의 전 축구 선수이다. 그는 1998년 'RCD 에스파뇰' 입단으로 데뷔하였다.